# Hartmannswiller
Hartmannswiller  es una localidad y comuna francesa, situada en el departamento de Alto Rin, en la región  de Alsacia.
Está situada entre el viñedo y los huertos, al pie de Hartmannswillerkopf (Vieil Armand), su majestuoso protector. Se encuentra a 6 km de Guebwiller, a 14 km de Thann y a 20 km de Mulhouse.

## Demografía
| 387 | 395 | 427 | 466 | 503 | 523 |
| Para los censos de 1962 a 1999 la población legal corresponde a la población sin duplicidades (Fuente: INSEE [Consultar]) |     |     |     |     |     |

## Patrimonio artístico y cultural
- Iglesia fortificada del siglo
- Castillo de Hartmannswiller